# تیم ملی بسکتبال برونئی
تیم ملی بسکتبال برونئی نماینده برونئی در مسابقات بین‌المللی بسکتبال است. این تیم بالاترین سطح ورزش بسکتبال در کشور برونئی نیز می‌باشد.